# Steve Smith (musicien)
 (janvier 2017).
Si vous disposez d'ouvrages ou d'articles de référence ou si vous connaissez des sites web de qualité traitant du thème abordé ici, merci de compléter l'article en donnant les références utiles à sa vérifiabilité et en les liant à la section « Notes et références ».
Pour les articles homonymes, voir Steve Smith et Smith.
Steve Smith, né le 21 août 1954 à Whitman (Massachusetts), est un musicien américain, batteur de jazz, rock et pop.

## Jeunesse
Steve Smith reçoit son premier kit de batterie en 1956, âgé seulement de deux ans. Il commence les cours à neuf ans, et a sa première vraie batterie à douze. En 1973, après le lycée, il entre à l'université de musique de Berklee à Boston (Massachusetts), et obtient son diplôme en 1976. Son professeur particulier est alors Bill Flanagan.
Il participe à plusieurs groupes durant ses études avant de se lancer dans une carrière professionnelle.

## Carrière professionnelle
Il commence à tourner avec le violoniste jazz Jean-Luc Ponty en 1978 avant de rejoindre le groupe de rock Journey. Profitant de la période commercialement florissante du groupe (1978 - 1985), sa renommée s'établit.
Il est désormais connu pour avoir joué avec des artistes pop comme Mariah Carey, Bruno Mars, Andrea Bocelli, Savage Garden, Bryan Adams, et surtout des musiciens et groupes jazz dont Mike Mainieri's Steps Ahead, Wadada Leo Smith, Tom Coster, Ahmad Jamal, Dave Liebman, Larry Coryell, Victor Wooten, Mike Stern, Randy Brecker, Scott Henderson, Frank Gambale, Stuart Hamm, Dweezil Zappa, Anthony Jackson, Aydın Esen, George Brooks, Michael Zilber, Steve Marcus, Andy Fusco, Kai Eckhardt, Lee Musiker, Howard Levy, Oteil Burbridge, Jerry Goodman, Hiromi Uehara et Bill Evans. 
Il a aussi un groupe plus personnel, Vital Information.
Ses qualités techniques et sa vision de la musique lui ont valu d'être reconnu comme un des meilleurs batteurs du moment par divers magazines. Il est aussi l'auteur d'un DVD pédagogique "Steve Smith Drumset Technique - History of the U.S. Beat" en 2003.

## Matériel
Steve utilise principalement :
- des cymbales Zildjian
- des toms Sonor
- des peaux Remo
- des timbres de caisse claire Pure Sound
- des micros Shure
- des baguettes Tala et Vic Firth “Steve Smith” signature
- des pédales de grosse caisse DW